# Щербюк, Николай Давыдович
Николай Давыдович Щербюк (1923—1999) — российский учёный, нефтяник. Доктор технических наук, профессор.

## Биография
Место рождения: Украинская ССР, Хмельницкая обл., Гриценский р-н, с. Большая Шкаровка.
Участник войны.
Окончил Одесский техникум паровозного хозяйства (1941) и Московский машиностроительный институт (1950).
Работа:
- Инженер-технолог, старший инженер технологического бюро завода «Манометр» Минприбора (1946—1950);
- начальник электромеханической лаборатории СКБ Миннефтепрома СССР (1950—1953);
- заведующий лабораторией погружных электродвигателей и токоподвода (1953—1961), с 1961 г. главный специалист — заведующий Лабораторией резьбовых соединений в нефтяном машиностроении ВНИИБТ.

## Научная деятельность
Доктор технических наук (1977, тема диссертации «Исследование и разработка конструкций резьбовых соединений труб нефтяного сортамента и забойных двигателей с высокими эксплуатационными характеристиками для бурения глубоких скважин»), профессор.
Публикации:
- Резьбовые соединения труб нефтяного сортамента и забойных двигателей [Текст] / Н. Д. Щербюк, Н. В. Якубовский. — Москва : Недра, 1974. — 253 с. : ил.; 22 см.
- Резьбовые соединения турбобуров и электробуров [Текст] / Гос. науч.-техн. ком-т Совета Министров РСФСР. Гос. науч.-исслед. ин-т науч. и техн. информации ГосИНТИ. — Москва : ГОСИНТИ, 1958. — 52 с. : черт.; 22 см.

## Награды и звания
Заслуженный деятель науки и техники РСФСР, Изобретатель СССР, Почётный нефтяник.
Награждён орденами и медалями (в том числе медалью «За боевые заслуги»).